# Sărata
Sărata – rzeka w południowo-wschodniej Rumunii, lewy dopływ Jałomicy w zlewisku Morza Czarnego. Długość – 63 km, powierzchnia zlewni – 1334 km². 
Sărata wypływa na wschodnim krańcu wzgórz Istrița w Subkarpatach Munteńskich. Płynie na południe przez Nizinę Wołoską, przyjmuje swój największy dopływ Ghighiu i uchodzi do Jałomicy koło miasta Urziceni.